# الحركة البطيئة
تدعو الحركة البطيئة التحول الثقافي إلى تباطؤ وتيرة الحياة. وقد بدأت مع «كارلو بيتريني» احتجاجا على افتتاح مطعم ماكدونالدز في ساحة دي سبنا بروما في عام 1986 التي أشعلت إنشاء حركة تدعو إلى ثقافة غذائية مواجهة للأطعمة السريعة، وتعتمد هذه الثقافة على العودة إلى الطبيعة سواء في إنتاج أو تجهيز وجبات الأطعمة وأصبحت «سلو فود»، التي تتخذ من الحلزونة شعارا لها، حركة دولية ابتداء من 1989، ومع مرور الزمن، تطورت الثقافة فرعية في مناطق أخرى، مثل الحياة البطيئة والسفر البطيء وسيتاسلوو (المدن البطيئة) والتصميم البطيء والوجبة البطيئة.
أنشأ أنشبيرتيلسين غاير المعهد العالمي للبطء  وقدم رؤيته في عام 1999 لأسرة '«الكوكب البطيء»' التي تضمنت حاجة العالم لتعلمه هذه الثقافة.
بدأ كل شيء ببيان بسيط نشره بيتريني عام 1986 في بلدته برا القريبة من مدينة تورينو في مقاطعة كونيو بشمال إيطاليا مؤذنا بانطلاق حركة " Slow Food " التي أتت ردا على الوجبات السيئة التي تعد بغير تأن أو إتقان ناهيك عن الوجبات السريعة أو "Fast Food". وبعد 18 عاما من انطلاقتها، تجمع هذه الحركة «الفلسفية-الغذائية» التي تؤمن بمطبخ يجمع حول مائدة مضيافة لذة الأكل المتقن واختيار المنتجات الطبيعية والتقليدية عشرات الأعضاء والأصدقاء عبر العالم.

## الأغذية البطيئة
تعارض الأغذية البطيئة ثقافة الوجبات السريعة، وتسعى إلى تشجيع استهلاك المنتجات المحلية والأغذية التقليدية، التي كثيرا ما تزرع عضوياوهي تهدف إلى الدفاع عن التنوع البيولوجي الزراعي. حسب معلومات الحركة فهي تضم 83,000 عضو في 50 بلدا، التي تنتظم في 800 كونفيفيا أو فروع محلية. وفي عام 2004، التقى ممثلون من المجتمعات المهتمة بالغذاء من أكثر من 150 بلدا في تورينو تحت مظلة شبكة مادري تيرا (أمنا الأرض).

## الحدائق البطيئة
البستنة البطيئة هي حركة تساعد البستانيين للإبداع واستغلال جميع فصول السنة.

## المال البطيء
حركة المال البطيء تنظم المستثمرين والمانحين لتوجيه مصادر جديدة لرأس المال للمؤسسات الغذائية الصغيرة والمزارع العضوية، والنظم الغذائية المحلية. ويهدف إلى تطوير العلاقة بين أسواق رأس المال والبيئة القريبة منها. وتدعم المال بطيئة التعبئة الشعبية من خلال شبكة بناء، وعقد، والنشر، وحضانة استراتيجيات الوسيطة وهياكل التمويل.

## منتقدو الأغذية البطيئة
يصفوها بأنها «ملهاة للأغنياء الذين لديهم الكثير من الوقت لإضاعته».ويرد بيتريني عليهم «لم يسبق أن كنا ندفع هذا الكم القليل من المال على تغذيتنا كما لم يسبق أن كان لدينا هذا الكم الكبير من وقت الفراغ في مجتمعاتنا الصناعية».